# Erzbistum Ancona-Osimo
Das in Italien gelegene römisch-katholische Erzbistum Ancona-Osimo (lat.: Archidioecesis Anconitana-Auximana, ital.: Arcidiocesi di Ancona-Osimo) ist eine Erzdiözese der römisch-katholischen Kirche in Italien mit Sitz in Ancona.
Im 3. Jahrhundert wurde das Bistum Ancona gegründet. Am 19. Oktober 1422 wurde es mit dem Bistum Numana unter dem Namen Ancona e Numana vereinigt und am 14. September 1904 zum Erzbistum ohne Suffragane (also ohne Sitz eines Metropoliten zu sein) erhoben.
Am 15. August 1972 wurde der Erzbischof zum Metropoliten der Bistümer Fabriano-Matelica, Jesi, Senigallia und der Territorialprälatur Loreto erhoben.
Das 500 km² große Erzbistum wurde am 30. September 1986 mit dem Bistum Osimo vereint und in Erzbistum Ancona-Osimo umbenannt.